# John Henry Poynting
John Henry Poynting (ur. 9 września 1852 w Monton, zm. 30 marca 1914 w Birmingham) – brytyjski fizyk. Wyznaczył stałą grawitacji oraz średnią gęstość Ziemi. Podał wzór na gęstość strumienia energii przenoszonego przez pole elektromagnetyczne (wzór Poyntinga) Podał również wzór na wektor określający strumień energii przenoszonej przez pole elektromagnetyczne (tzw. wektor Poyntinga). Był profesorem Mason College w Birmingham oraz członkiem Royal Society w Londynie.
W 1903 roku opisał zjawisko zachodzące w przypadku przechodzenia ciał niebieskich w pobliżu Słońca. Polega ono na wyhamowaniu tego ciała pod wpływem promieniowania słonecznego. Zjawisko to jest obecnie znane jako efekt Poyntinga-Robertsona.